# Trumiejki (gromada)
Trumiejki (od 1 I 1961 Kołodzieje) – dawna gromada, czyli najmniejsza jednostka podziału terytorialnego Polskiej Rzeczypospolitej Ludowej w latach 1954–1972.
Gromady, z gromadzkimi radami narodowymi (GRN) jako organami władzy najniższego stopnia na wsi, funkcjonowały od reformy reorganizującej administrację wiejską przeprowadzonej jesienią 1954 do momentu ich zniesienia z dniem 1 stycznia 1973, tym samym wypierając organizację gminną w latach 1954–1972.
Gromadę Trumiejki z siedzibą GRN w Trumiejkach utworzono – jako jedną z 8759 gromad na obszarze Polski – w powiecie suskim w woj. olsztyńskim na mocy uchwały nr 26 WRN w Olsztynie z dnia 4 października 1954. W skład jednostki weszły obszary dotychczasowych gromad Grodziec, Kowale (z wyłączeniem miejscowości Pólko), Pilichowo i Trumiejki oraz miejscowość Kołodzieje z dotychczasowej gromady Kołodzieje ze zniesionej gminy Klimy w tymże powiecie. Dla gromady ustalono 13 członków gromadzkiej rady narodowej.
1 stycznia 1959 do gromady Trumiejki włączono miejscowości Gilwa i Zagaje ze zniesionej gromady Mary w powiecie kwidzyńskim w woj. gdańskim. Tego samego dnia powiat suski przemianowano na powiat iławski.
1 stycznia 1960 do gromady Trumiejki włączono wieś Pólko, osady Stadnina i Wydzierki oraz PGR Grazymowo ze zniesionej gromady Jawty Wielkie w tymże powiecie.
1 stycznia 1961 gromadę Trumiejki zniesiono przez przeniesienie siedziby GRN z Trumiejek do Kołodziejów i zmianę nazwy jednostki na gromada Kołodzieje.